# Pico de Gamow
Se chama pico de Gamow (Gamow peak em inglês) ao ótimo de energia no qual se dão a maioria das reações nucleares nas estrelas. Em outras palavras, a multiplicação das probabilidades de tunelamento (o efeito dominante na expressão da seção transversal) com a distribuição de Maxwell-Boltzmann mostra um máximo, sendo este chamado pico de Gamow, sendo a região da energia onde a maioria das reações ocorrem.
É considerado pelos astrofísicos que o pico Gamow representa um dos mais importantes conceitos no estudo das reações termonucleares em estrelas. É largamente usado para a determinação, a dadas temperaturas de um plasma, a efetiva região de energia de uma estrela na qual a maioria dass partículas carregadas propiciam reações nucleares.
A dimensão da distribuição de Maxwell-Boltzmann e do pico de Gamow é keV−1, enquanto a probabilidade de tunelamento é adimensional.
Sua fórmula foi calculada por George Gamow em 1928. As reações de fusão ocorrentes nos  núcleos das estrelas se dão graças ao efeito túnel, fenômeno que permite às partículas em colisão saltar as fortes barreiras de potencial que as separam. O pico se produz como resultado da combinação de dois fatores. Por um lado o fator mecânico quântico maxwelliano ou factor de Boltzmann. Este nos dá a probabilidade de que uma partícula que se encontre a uma temperatura T tenha uma energia E. Logicamente, a probabilidade diminui quanto maior seja a energia. Pelo outro lado está o fator de penetração da barreira coulombiana.
É de se observar que o fator de penetração não é igual ao pico de Gamow. Um é dependente do número quântico momento angular orbital l, enquanto o outro representa a probabilidade de transmissão para partículas onda s a baixas energias.

## Fatores relacionados
- Fator de Boltzmann: {\displaystyle \exp \left(-{\frac {E}{kT}}\right)}

Onde k é a constante de Boltzmann, E a energia e T a temperatura.
- Fator de penetração: {\displaystyle \exp \left(-{\frac {b}{E^{1/2}}}\right)}

Onde b é um parâmetro que resulta da interação entre as duas partículas (a e x) e depende de que tipo de partículas sejam. Se calcula da seguinte forma:
Onde A representa o número de massa e Z o número atômico.
A curva de Gamow representa, pois, a probabilidade total de que duas partículas com energia E e temperatura T fusionem. Esta probabilidade logicamente será o resultado do produto de ambos fatores cuja função tenderá a um máximo que será o citado pico.
- Curva de Gamow em função de E (fator de Gamow): {\displaystyle \exp \left(-{\frac {E}{kT}}-{\frac {b}{E^{1/2}}}\right)}

A altura do pico de Gamow é muito sensível à temperatura. Pequenos aumentos desta provocam grandes aumentos na probabilidade de fusão.

## Equacionamento
É notado como {\displaystyle E_{GP}} e obtido a partir da consideração de que na equação relacionada a taxa de reação de Gamow:
{\displaystyle \langle R_{ij}(E)\rangle ={\frac {4r_{ij}^{\ast }n_{i}n_{j}E_{G}}{{\sqrt {\pi }}(k_{B}T)^{3/2}(1+\delta _{ij})\hbar }}\int _{0}^{\infty }S_{ij}(E)e^{{\sqrt {-\pi {\frac {E_{G}}{E}}}}-{\frac {E}{k_{B}T}}}dE}
Quando se toma {\displaystyle {\frac {dS_{ij}(E)}{dE}}\approx 0}, expresso e equacionado finalmente como:
{\displaystyle E_{GP}=\left({\frac {kT\pi }{2}}\right)^{\frac {2}{3}}E_{G}^{\frac {1}{3}}={\frac {1}{3}}\tau _{ij}k_{B}T}

## Proporções em relação a outros parâmetros
O pico de Gamow encontra-se em uma energia bastante acima daquele do pico de Maxwell-Boltzmann (300 versus 26 keV para 12C + α). Embora isto está ainda abaixo da barreira de Coulomb (o ponto de virada está no 58 fm), a integração do pico de Gamow mostra que a fração dos pares de partículas que passam através de sua barreira de Coulomb é muito mais elevada do que a fração das partículas acima da barreira no caso clássico. Por exemplo, este é 10−16 para a reação 12C + α.
Tal como afirmado, esta fração é extremamente sensível à temperatura. Para 12C + α, uma redução de temperatura da ordem de dois implicará numa redução do rendimento da reação da ordem de um milhão.